# Millwall FC
Millwall FC is een Engelse voetbalclub gelegen in Bermondsey in de London Borough of Southwark, Londen. Millwall is opgericht in 1885 door Schotse havenwerkers en komt sinds het seizoen 2017/2018 uit in de Championship. De club speelt zijn thuiswedstrijden in The Den. Het officiële toeschouwersrecord staat op 48.762, dit werd behaald in de FA Cup van 1937 tegen Derby County FC. Millwall heeft sinds 1936 een leeuw als embleem op zijn shirts.
Tot begin 1960 was Millwall de enige Engelse club die thuis mocht spelen om 15:15 uur in plaats van om 15:00 uur. Dit om de havenarbeiders de kans te geven hun ochtenddienst af te maken en op tijd bij de wedstrijd te kunnen zijn.
Millwall heeft een keiharde aanhang met als bijnaam "The Lions", ook wel "The Dockers". De harde kern van Millwall FC bestaat uit "Bushwackers", "Millwall Youth", "Treatment" en "F-Troop". Grootste tegenstanders op dit gebied zijn de aanhang van Tottenham Hotspur, Crystal Palace en West Ham United. Millwall heeft ook twee bekende motto's: "No One Likes Us, We Don't Care" en "We Fear No Foe Where E'er We Go".

## Geschiedenis

### 1885-1900

#### Ontstaan
Millwall "Rovers" werd opgericht door Schotse havenwerkers van het bedrijf J.T. Morton in Oost-Londen te Isle of Dogs in 1885. J.T. Morton werd opgericht in Aberdeen, Schotland in 1849. De eerste clubsecretaris was de zeventienjarige Jasper Sexton. De eerste voorzitter was Iers international William Murray-Leslie, die toch nooit voor de club uitkwam.
De eerste wedstrijd van Millwall Rovers in 1885 was tegen Fillebrook, dat speelde in Leytonstone. Uitslag werd 5-0 voor Fillebrook. De volgende twaalf wedstrijden werden gewonnen. In het eerste seizoen werd amper drie keer verloren. In november 1886 ontstond een Senior Cup Competition. Millwall behaalde de finale tegen London Caledonians. De wedstrijd werd gespeeld op de Leyton Cricket Ground. De wedstrijd eindigde op 2-2, beide ploegen kregen de beker elk zes maanden mee.
Ondanks een 8-1-verlies in de FA Cup, won Millwall drie jaar op rij de East London Senior Cup.

### 1900-1950

#### Southern League
Millwall, (nu spelende onder de naam "Millwall Athletic"), werd een van de stichters van de Southern League, die zij de eerste twee jaar wonnen. Millwall werd ook de kampioen van de Western League in 1908 en 1909.
Millwall speelde op verschillende voetbalvelden te Isle of Dogs. Millwall trok geregeld 40.000 supporters voor een wedstrijd, vooral aan het voetbalveld op East Ferry Road.

#### The Den
Het bekendste stadion van Millwall werd The Den te New Cross (Londen) waar zij naar toe verhuisden in 1910. The Den kostte ongeveer £10,000. De eerste wedstrijd vond plaats op zaterdag 22 oktober 1910 tegen Brighton & Hove Albion, de regerende kampioen van de Southern League. Millwall verloor met 0-1. Het was hier dat de bekende Millwall Roar werd geboren. In die tijd was het normaal om te juichen voor goed spel van de tegenstander. De Millwall fans daarentegen zweepten enkel hun eigen team op, met de bekende "roar", van start tot finish. The Den werd een van de meest gevreesde stadions in het land, omdat geen enkel team daar graag kwam spelen, omdat er steeds zo een luidruchtig publiek aanwezig was.
The Den mocht ook een officiële wedstrijd verwelkomen van het nationale Engelse team tegen Wales op 13 maart 1911. Engeland won met 3-0.

#### Oorlogstijd
Op 7 april 1945 speelde Millwall in de Southern FA Cup Final op Wembley tegen Chelsea, maar omdat dit een officieuze "oorlogsfinale" was, staat deze wedstrijd nergens vastgelegd in de geschiedenisboeken. Er waren ongeveer 90.000 supporters op post, het grootste publiek waar Millwall ooit voor speelde. Millwall verloor deze wedstrijd met 2-0, ondanks haar status als favoriet.
Door de grote verliezen door Wereldoorlog 2, was het moeilijk voor de clubs om hun status aan te houden, vooral voor Millwall was dit een groot probleem. Na een van de topploegen van het land geweest te zijn, werd de club na de oorlog gedegradeerd tot een van de kleinste ploegen. The Den werd gebombardeerd tijdens de London Blitz. Duitse bommen raakten de noordzijde (The North Terrace) zowel op 19 april 1943 als op 26 april 1943. Een brand verwoestte de hoofdtribune. De club speelde dan maar thuiswedstrijden op Charlton, Crystal Palace en West Ham. Op 24 februari 1944 keerde Millwall terug naar The Den, dat nu omgevormd was tot een stadion met enkel staanplaatsen, mogelijk gemaakt door het harde werk van Lions fans.
Millwall moest tot in 1948 wachten tot het een eerste zittribune mocht plaatsen.

### 1950-2000

#### 1950-60
Millwall kende zeer weinig succes in deze periode en degradeerde meermaals. Een hoogtepuntje was er toch op 5 oktober 1953, wanneer Millwall tegen Manchester United mocht spelen, om hun stadion mét verlichting te openen. Millwall speelde voor 25.000 supporters en versloeg The Red Devils met 2-1. In het seizoen 1958-59 werd Millwall een van de stichters van Division Four. Het was maar vanaf de vroege jaren 60 dat het voor Millwall een beetje verbeterde. Millwall bracht enkele bekende spelers voort in deze periode, zoals winger Barry Rowan en doelman Alex Stepney. Alex Stepney verhuisde later naar Manchester United, met wie hij de Europa Cup won in 1968.

#### De klas van '71
Millwall bereikte eind jaren 60 een absoluut record voor de club met 59 ongeslagen thuiswedstrijden op een rij, van 22 augustus 1964 tot 14 januari 1967. Dit was te danken aan managers Billy Gray en Benny Fenton. Begin jaren 70 had Millwall een heel sterk team, nog steeds bekend onder de Millwall-supporters als "The Class of '71". Spelers waren onder meer: Harry Cripps, Dennis Burnett, Derek Possee, Barry Kitchener, Eamon Dunphy, Keith Weller, Doug Allder, Alan Dorney en Bryan King. Zij kwamen een punt tekort om te promoveren naar de oude Division One.
In 1974 mocht Millwall als eerste een wedstrijd spelen op zondag, tegen Fulham. Om zich rond de wet te kunnen buigen werd de wedstrijd een "Programme Only". Supporters moesten een matchday magazine aanschaffen als ingangsticket. Millwall herhaalde deze stunt terug tegen Fulham op 25 april 1982, de tweede zondagwedstrijd ooit op Engelse bodem.
Millwall is ook het enige team dat thuis ongeslagen is in vier verschillende reeksen: 1927-28 Division 3 (South), 1964-65 Division Four, 1965-66 Division Three, 1971-72 Division Two, 1984-85 Division Three.

#### George Graham
George Graham was de trainer van Millwall tussen 1983 en 1986. Hij leidde de club naar het kampioenschap in de Third Division en dwong daarmee promotie naar de Second Division af. Millwall won ook de Football League Group Trophy door Lincoln City te verslaan met 2–3. In deze wedstrijd spotte Graham een jong talent van Lincoln City, John Fashanu. John Fashanu tekende een contract voor twee jaar bij Millwall. Achteraf won hij nog de FA Cup met zijn volgende club, Wimbledon FC. In 1984-85 versloeg Millwall Leicester City, met Gary Lineker en Alan Smith, met 2-0 in de FA Cup.
Graham verliet de club om naar Arsenal te vertrekken. Graham vertelde achteraf volgende anekdote over zijn verblijf als trainer bij Millwall: "The Millwall fans reminded me of home. The ground may have been a bit spartan, but I soon realised that the fans were in a different class. In fact, their passion for the game reminded me of my days in Glasgow. The people up there are really fanatical about their football, they eat it and sleep it, and the Millwall fans were exactly the same. That was something I wasn't used to, because I thought that in general, southerners were less passionate. I learned so much".

#### The First Division
George Graham werd opgevolgd door John Docherty, voorheen trainer bij Brentford FC en Cambridge United. In zijn tweede seizoen (1987/88) promoveerde de club naar de Football League First Division voor de eerste keer in het bestaan van de club. Millwall was de enige Londense professionele club dat nooit op het hoogste niveau had gespeeld.
Het eerste seizoen verliep boven verwachting. Millwall stond zelfs aan de leiding op 1 oktober 1988. Een groot deel van het seizoen stond de club in de top vijf, maar eindigde uiteindelijk als tiende. Millwall had een aartsgevaarlijk spitsenduo met Tony Cascarino en Teddy Sheringham en een sterk middenveld met Terry Hurlock en aanvoerder Les Briley. Cascarino werd getransfereerd van Gillingham FC voor £225,000. Teddy Sheringham begon zijn professionele carrière bij Millwall in 1982 op 16-jarige leeftijd, overgekomen van Leytonstone & Ilford. Een wedstrijd van Millwall werd voor het eerst op televisie uitgezonden op 22 januari 1989. Millwall-supporters hielden een banner op in het stadion met volgende slogan: "It's Taken You Long Enough To Find The Den!". Millwall werd met 2-3 verslagen door Norwich City.
In september 1989 stond de club kortstondig eerste in de competitie, maar daarna werden nog maar twee wedstrijden gewonnen en de club degradeerde.

#### Terug naar af
Net voordat de degradatie een feit was, werd John Docherty vervangen door ex-Middlesbrough manager Bruce Rioch. Aanvaller Teddy Sheringham, dat later uitkwam voor het Engels nationaal elftal en topscorer werd van de Football League in 1990-91, werd verkocht aan Nottingham Forest voor £2,000,000.
Bruce Rioch verliet Millwall in 1992 en werd vervangen door de Ierse verdediger Mick McCarthy. In het seizoen 1993/94 was de club dichtbij promotie naar de Premier League, maar Derby County was te sterk in de play-offs. Dit was het eerste seizoen in de nieuwe voetbaltempel van Millwall: New Den Stadium, het eerste nieuwe stadion gebouwd in Londen na de Tweede Wereldoorlog. Millwall versloeg Arsenal FC in het seizoen 1994-95, in een replay van de derde ronde van de FA Cup met 2-0, met een spectaculair doelpunt van de jonge Ierse middenvelder, Mark Kennedy. Hij werd aan Liverpool FC verkocht in maart 1995 voor £2,300,000. McCarthy verliet Millwall voor het Iers nationaal elftal op 5 februari 1996.

#### Financiële problemen
Jimmy Nicholl verving Mick McCarthy, maar hij kon Millwall niet redden van de degradatie. Millwall eindigde op een 22e plaats en zakte voor het seizoen 1996-97 naar Division Two. Millwall had ook zware financiële problemen waardoor ze in administratie moesten gaan voor een korte perioden. John Docherty kwam even terug als trainer.
De club kwam uit administratie, en nieuwe manager Theo Paphitis bracht ex-West Ham Unitedtrainer Billy Bonds aan. Theo Paphitis wou dat Millwall in grijze shirts zou spelen, maar de supporters weigerden dit. De Rampant Lion (steigerende leeuw) kwam terug op het shirt, zoals in het verleden reeds het geval was. Millwall zakte dat seizoen bijna naar de Third Division. Billy Bonds mocht vertrekken en werd vervangen door Keith "Rhino" Stevens, met Alan McLeary als zijn assistent.
Keith Stevens en Alan McLeary brachten Millwall voor de eerste officiële keer naar Wembley. Millwall bereikte de finale na een golden goal tegen Gillingham in de halve finale, en een 2-1 na thuis en uitwedstrijd tegen Walsall FC in de Regional Final. Millwall moest aan de bak tegen Wigan Athletic voor de Auto Windscreens Final. Hoewel Millwall voor 49.000 eigen supporters speelde, verloor het in de toegevoegde tijd. Millwall verloor ook tegen Wigan Athletic in de 2nd Division play-off halve finale in 2000.

### 2000-2010

#### Promotie
Mark McGhee werd de nieuwe trainer van Millwall in September 2000, en acht maanden later werd Millwall kampioen in Division Two. De eerste wedstrijd van het volgende seizoen werd met 4-0 thuis gewonnen van Norwich City en dit zorgde voor een prachtig seizoen, met een dramatisch einde. Millwall verloor de Division One playoffs van winnaar Birmingham City met 0-1 in de halve finale. Dit betekende geen tweede opeenvolgende promotie en geen kans in de Premiership. Millwall geraakte niet in de playoffs in 2002-03 en Mark McGhee werd vroeg in het seizoen 2003-04 ontslagen.

#### FA Cup finale
In 2003 werd Dennis Wise, ex-Chelsea FC en Engeland-speler, aangesteld als speler-trainer. Hij leidde de club in het seizoen 2003/04 naar de eerste FA Cup-finale uit de clubgeschiedenis. Millwall was nog maar de eerste ploeg, sinds het ontstaan van de Premiership in 1992, die niet in de Premiership speelde toen het de finale bereikte. Millwall miste zestien spelers door schorsingen en blessures. In de finale op 22 mei 2004 verloor de club met 3-0 van Manchester United, door treffers van Cristiano Ronaldo en Ruud van Nistelrooij (2). De club mocht echter, omdat Manchester United zich voor de Champions League had geplaatst, wel in de UEFA Cup uitkomen. Millwall middenvelder Curtis Weston werd de jongste speler ooit van de FA Cup finale met de leeftijd van 17 jaar en 119 dagen. Hij viel in de 89ste minuut in voor speler-coach Dennis Wise.

#### UEFA Cup
De Hongaarse kampioen Ferencváros was echter al in de eerste ronde te sterk. Millwall verloor de wedstrijd uiteindelijk met een score van 4-2, met Dennis Wise die beide doelpunten scoorde voor Millwall.

#### Nieuwe voorzitter
In 2005 kondigde voorzitter Theo Paphitis aan dat hij zijn post verliet. Hij werd opgevolgd door Jeff Burnidge. Dennis Wise kondigde aan het eind van het seizoen 2004/05 aan dat hij opstapte, omdat hij niet kon samenwerken met de nieuwe voorzitter.

#### Weer een nieuwe voorzitter
Na slechts een twee maanden in dienst van de club liet Burnidge echter weten ook op te stappen als voorzitter. Steve Claridge werd aangesteld als nieuwe trainer/speler op 21 Juni 2005.

#### Grote problemen
Oud Watford, Wolves en Walsall manager Colin Lee verving Steve Claridge, maar hij kon het maar 5 maanden volhouden bij de club. Op 21 december werd hij vervangen door Dave Tuttle. In het seizoen 2005/06 degradeert de club naar de League One na een 2-0-verlies tegen Southampton FC. Dave Tuttle gaf zijn ontslag op 20 april 2006. Millwall zakte officieel op zondag 30 april 2006.
Op 1 mei 2006, werd de FA Women's Cup Final tussen Arsenal LFC and Leeds United LFC gespeeld op The New Den. Arsenal Ladies won de Cup met 5–0.

#### Trainerswissels
Op 23 mei 2006 werd Nigel Spackman aangekondigd als nieuwe trainer van Millwall. Na 8 wedstrijden mocht hij al vertrekken. In het seizoen 2006/07 werd Willie Donachie de nieuwe trainer van Millwall FC, na een miserabele start. Millwall FC speelde een fantastische terugronde, maar kwam 9 puntjes tekort voor de play-offs. Het eindigde het seizoen met 66 punten op 138 in het 3-puntensysteem. Millwall FC haalde 2 versterkingen tijdens de winterstop, één daarvan was de verloren zoon, Neil Harris. Millwall FC eindigt uiteindelijk op een 10e plaats. Darren Byfield werd topschutter van Millwall FC, met 16 doelpunten.

#### 2007-08
Millwall FC eindigde het seizoen 2007-08 op een 17e plaats met 52 punten. Gary Alexander werd topschutter met 8 doelpunten. Millwall heeft tot 2 wedstrijden van het einde moeten strijden tegen de degradatie, nadat de ambitie aan het begin van het seizoen de promotie was. Millwall FC stelde dit seizoen 40 spelers op. Kenny Jackett werd de nieuwe trainer van Millwall FC. Hij nam over van Willie Donachie. Op 2 Juli 2008 werd de Amerikaan John Berylson de nieuwe voorzitter van Millwall.

#### 2008-09
Na de 46e speeldag van het seizoen 2008/09 stond Millwall op een 5e plaats met 82 punten. Gary Alexander werd voor het 2e opeenvolgende seizoen topschutter. Ditmaal scoorde hij 15 doelpunten. Neil Harris scoorde zijn 112e doelpunt en werd daarmee All-time topschutter. Deze titel pakte hij af van Teddy Sheringham. Millwall streed een heel seizoen voor de automatische promotie, maar moest dus eindronde spelen. Daarin moest het in een thuis- / en uitwedstrijd tegen Leeds United spelen. Thuis werd met 1-0 (doelpunt van Neil Harris) gewonnen, uit was een 1-1 (doelpunt van Adjim "Jimmy" Abdou) genoeg voor zich te verzekeren van een finaleplaats. Op 24 juni 2009 speelde Millwall FC tegen Scunthorpe United FC. De finale werd verloren met 2-3 (2 doelpunten van Gary Alexander).

#### 2009-10
Millwall FC eindigde het seizoen 2009/10 op een 3e plaats met 85 punten. Millwall FC speelde op 25 augustus 2009 tegen aartsrivaal West Ham United. De ongeregeldheden begonnen al voor de wedstrijd toen Milwall FC-fans een politiecordon probeerden te doorbreken om de confrontatie aan te gaan met supporters van de thuisclub. Flessen en stenen vlogen in het rond en op verschillende plaatsen werd brand gesticht. Ook in het stadion gingen de rellen door. Een duizendkoppige politiemacht kon maar net de supportersclans uit elkaar houden, maar kon niet verijdelen dat de West Ham United-fans het veld betraden. De scheidsrechter moest de wedstrijd even stilleggen. De confrontaties tussen West Ham United en Millwall staan al tientallen jaren bekend als uiterst risicovolle wedstrijden. Op het veld trok West Ham aan het langste eind, het werd 3-1, maar de wedstrijd zal in het geheugen gegrift blijven door de dood van een Millwall FC-supporter.
Tot en met de laatste speeldag maakte Millwall FC kans op automatische promotie, grootste concurrent Leeds United won zijn wedstrijd, waardoor Millwall FC weer eindronde moest spelen, net als een in het seizoen 2008/09. Ditmaal was Huddersfield Town FC de tegenstander in de halve finale. Millwall FC speelde 0-0 gelijk in Huddersfield, maar won de terugwedstrijd thuis met 2-0 na doelpunten van topschutter Steve Morison en aanvoerder Paul Robinson. Op 29 mei 2010 promoveerde Millwall door met 1-0 de play-off finale te winnen tegen Swindon Town. Aanvoerder Paul Robinson scoorde het enige doelpunt met het hoofd. De finale werd gespeeld voor 73.108 supporters.
Steve Morison werd topschutter met 23 doelpunten in 52 wedstrijden. Alan Dunne werd benoemd tot beste speler van het jaar.

### 2010-heden

#### 2010-11
Millwall vierde zijn 125e verjaardag met een promotie naar de Championship. Tamika Mkandawire was de eerste aanwinst van het nieuwe seizoen. Deze 27-jarige verdediger kwam over van Leyton Orient FC. Op 15 juni 2010 tekende Shaun Batt van Peterborough United een driejarig contract bij Millwall. Deze 23-jarige aanvaller kwam vroeger nog uit voor Fisher Athletic FC. Op 24 juni 2010 kwam Liam Trotter Millwall versterken. Hij kwam over van Ipswich Town FC, hij was 21 en middenvelder. Vierde aanwinst was de 31-jarige verdediger Darren Ward, die Millwall vervoegde van Wolverhampton Wanderers. Millwall haalde op 13 juli 2010 een vijfde aanwinst binnen. Steve Mildenhall, 32 en doelman, kwam over van Southend United FC. Hij tekende voor een jaar. De 29-jarige Adam Bolder, middenvelder, verliet de club op 20 juli 2010. Millwall en de speler kwamen overeen dat de speler gratis mocht vertrekken. Op 27 juli 2010 versterkte Millwall zich met de 21-jarige middenvelder James Henry van Reading FC. Deze jonge middenvelder werd de voorbije seizoenen al tweemaal uitgeleend aan Millwall en tekende nu voor 3 seizoenen bij Millwall. Aanvaller Kevin Lisbie werd voor 1 seizoen uitgeleend aan promovendus Millwall door Ipswich Town FC. Deze 31-jarige aanvaller speelde 10 keer voor het nationale voetbalteam van Jamaica en scoorde 2 keer.
Millwall begon met een 0-3-overwinning op Bristol City en 4-0 thuiswinst tegen Hull City. Millwall haalde uiteindelijk 13 punten uit zijn eerste 10 wedstrijden. In de volgende 10 wedstrijden behaalde Millwall 14 punten. Millwall won met 0-1 uit tegen rivaal Crystal Palace en 3-0 thuiswinst tegen Scunthorpe United.
Na 30 wedstrijden had Millwall 45 punten. Millwall behaalde zeges tegen Leicester, Crystal Palace, Ipswich, Barnsley en Doncaster. Millwall haalde thuis ontzettend veel punten waardoor ze stegen in het klassement naar een play-offplaats. In het laatste gedeelte van het seizoen behaalde Millwall nog 22 punten, net te weinig om zich te plaatsen voor de play-offs. Op 46 wedstrijden had Millwall 67 punten en eindigde het op een 9de plaats.Steve Morison werd voor de tweede maal op een rij topschutter, hij scoorde 17 doelpunten in 43 wedstrijden.

#### 2011-12
Millwall begon aan zijn tweede seizoen in de Engelse tweede klasse. Steve Morison werd verkocht aan Norwich City, waardoor de topschutter van de voorbije seizoenen uit de kern verdwenen was. Millwall begon het nieuwe seizoen met een 2-2 draw tegen Reading. Na de eerste 10 wedstrijden had Millwall 7 punten behaald. Millwall behaalde wel een 0-0 draw tegen aartsrivaal West Ham United.
Na 20 wedstrijden had Millwall het iets beter gedaan, 15 punten en overwinningen tegen Leicester, Ipswich, Coventry en Doncaster.
Hierna ging het weer van kwaad naar erger. Millwall behaalde 8 punten en kreeg een half dozijn binnen thuis tegen Birmingham City.

## Erelijst
| Competitie                      | Verrichting                | Jaar                      |
| ------------------------------- | -------------------------- | ------------------------- |
| League One Play-Off Final       | Winnaar                    | 2009-10, 2016-17          |
| League One Play-Off Final       | Finalist                   | 2008-09, 2015-16          |
| Football League Second Division | Kampioen                   | 1987-88                   |
| Football League Third Division  | Kampioen                   | 1927-28, 1937-38, 2000-01 |
| Football League Fourth Division | Kampioen                   | 1961-62                   |
| UEFA Cup                        | Beste uitslag: Ronde 1     | 2004-05                   |
| FA Cup                          | Finalist                   | 2004                      |
| FA Cup                          | Halvefinalist              | 1900, 1903, 1937          |
| Football League Cup             | Beste uitslag: Kwartfinale | 1973-74, 1976-77, 1994-95 |
| Football League Group Cup       | Winnaar                    | 1982-83                   |
| Full Members Cup                | Beste uitslag: Kwartfinale | 1988-89                   |
| Associate Members Cup           | Finalist                   | 1999                      |
| War Cup South                   | Finalist                   | 1945                      |
| FA Youth Cup                    | Winnaar                    | 1979, 1991                |
| FA Youth Cup                    | Finalist                   | 1994                      |
| Southern League                 | Kampioen                   | 1895, 1896                |
| Southern League                 | Finalist                   | 1897                      |
| Western League                  | Kampioen                   | 1908, 1909                |
| United League                   | Kampioen                   | 1897, 1899                |
| London League                   | Kampioen                   | 1904                      |
| East London Senior Cup          | Winnaar                    | 1887, 1888, 1889          |
| East London FA Cup              | Winnaar                    | 1886                      |

## Overzichtlijsten

### Eindklasseringen vanaf 1946/47
- 1947 18e
Second Division
- 1948 22e
Second Division
- 1949 8e
Third Division North / South
- 1950 22e
Third Division North / South
- 1951 5e
Third Division North / South
- 1952 4e
Third Division North / South
- 1953 2e
Third Division North / South
- 1954 12e
Third Division North / South
- 1955 5e
Third Division North / South
- 1956 22e
Third Division North / South
- 1957 17e
Third Division North / South
- 1958 23e
Third Division North / South
- 1959 9e
Fourth Division
- 1960 5e
Fourth Division
- 1961 6e
Fourth Division
- 1962 1e
Fourth Division
- 1963 16e
Third Division
- 1964 21e
Third Division
- 1965 2e
Fourth Division
- 1966 2e
Third Division
- 1967 8e
Second Division
- 1968 7e
Second Division
- 1969 10e
Second Division
- 1970 10e
Second Division
- 1971 8e
Second Division
- 1972 3e
Second Division
- 1973 11e
Second Division
- 1974 12e
Second Division
- 1975 20e
Second Division
- 1976 3e
Third Division
- 1977 10e
Second Division
- 1978 16e
Second Division
- 1979 21e
Second Division
- 1980 14e
Third Division
- 1981 16e
Third Division
- 1982 9e
Third Division
- 1983 17e
Third Division
- 1984 9e
Third Division
- 1985 2e
Third Division
- 1986 9e
Second Division
- 1987 16e
Second Division
- 1988 1e
Second Division
- 1989 10e
First Division
- 1990 20e
First Division
- 1991 5e
Second Division
- 1992 15e
Second Division
- 1993 7e
First Division
- 1994 3e
First Division
- 1995 13e
First Division
- 1996 22e
First Division
- 1997 14e
Second Division
- 1998 18e
Second Division
- 1999 10e
Second Division
- 2000 5e
Second Division
- 2001 1e
Second Division
- 2002 4e
First Division
- 2003 9e
First Division
- 2004 10e
First Division
- 2005 10e
Championship
- 2006 23e
Championship
- 2007 10e
League One
- 2008 17e
League One
- 2009 5e
League One
- 2010 3e
League One
- 2011 9e
Championship
- 2012 16e
Championship
- 2013 20e
Championship
- 2014 19e
Championship
- 2015 22e
Championship
- 2016 4e
League One
- 2017 6e
League One
- 2018 8e
Championship
- 2019 21e
Championship
- 2020 8e
Championship
- 2021 11e
Championship
- 2022 9e
Championship
- 2023 8e
Championship
- 2024 13e
Championship
- 2025 8e
Championship

- First Division
- Second Division
- Third Division
- Fourth Division
- Championship
- League One

ⓘ In 1992 invoering van de Premier League en opheffing van de Fourth Division; in 2004 opheffing van de First, Second en Third Division.

### Millwall in Europa
Uitslagen vanuit gezichtspunt Millwall
| Seizoen                                                    | Competitie | Ronde | Land               | Club        | Totaalscore | 1e W    | 2e W    | PUC |
| ---------------------------------------------------------- | ---------- | ----- | ------------------ | ----------- | ----------- | ------- | ------- | --- |
| 2004/05                                                    | UEFA Cup   | 1R    | Vlag van Hongarije | Ferencvaros | 2-4         | 1-1 (T) | 1-3 (U) | 1.0 |
| Totaal aantal behaalde punten voor UEFA coëfficiënten: 1.0 |            |       |                    |             |             |         |         |     |

Zie ook:
- Deelnemers UEFA-toernooien Engeland
- Ranglijst van alle clubs die in de diverse Europa Cups zijn uitgekomen

## Toeschouwersaantallen
P = Promotie, D = Degradatie, PO = Play-Offs
| Jaar    | Aantal     |
| ------- | ---------- |
| 2014-15 | 10.902 (D) |
| 2013-14 | 11.063     |
| 2012-13 | 10.559     |
| 2011-12 | 11.484     |
| 2010-11 | 12.439     |

| Jaar    | Aantal          |
| ------- | --------------- |
| 2009-10 | 10.835 (P) (PO) |
| 2008-09 | 9.119 (PO)      |
| 2007-08 | 8.669           |
| 2006-07 | 9.234           |
| 2005-06 | 9.529 (D)       |
| 2004-05 | 11.656          |
| 2003-04 | 10.500          |
| 2002-03 | 8.512           |
| 2001-02 | 13.380 (PO)     |
| 2000-01 | 11.442 (P)      |

| Jaar    | Aantal      |
| ------- | ----------- |
| 1999-00 | 9.463 (PO)  |
| 1998-99 | 6.958       |
| 1997-98 | 7.022       |
| 1996-97 | 7.753       |
| 1995-96 | 9.559 (D)   |
| 1994-95 | 7.687       |
| 1993-94 | 10.100 (PO) |
| 1992-93 | 9.189       |
| 1991-92 | 7.907       |
| 1990-91 | 11.113 (PO) |

| Jaar    | Aantal     |
| ------- | ---------- |
| 1989-90 | 12.438 (D) |
| 1988-89 | 15.660     |
| 1987-88 | 8.098 (P)  |
| 1986-87 | 4.460      |
| 1985-86 | 5.747      |
| 1984-85 | 6.149 (P)  |
| 1983-84 | 4.452      |
| 1982-83 | 4.010      |
| 1981-82 | 4.625      |
| 1980-81 | 4.495      |

| Jaar    | Aantal    |
| ------- | --------- |
| 1979-80 | 6.000     |
| 1978-79 | 7.021 (D) |
| 1977-78 | 8.096     |
| 1976-77 | 10.590    |
| 1975-76 | 7.667 (P) |
| 1974-75 | 8.550 (D) |
| 1973-74 | 9.486     |
| 1972-73 | 10.258    |
| 1971-72 | 16.210    |
| 1970-71 | 9.835     |

| Jaar    | Aantal     |
| ------- | ---------- |
| 1969-70 | 11.672     |
| 1968-69 | 15.343     |
| 1967-68 | 13.474     |
| 1966-67 | 16.112     |
| 1965-66 | 13.919 (P) |
| 1964-65 | 9.178 (P)  |
| 1963-64 | 10.026 (D) |
| 1962-63 | 13.206     |
| 1961-62 | 11.583 (P) |
| 1960-61 | 9.544      |

## Speler van het jaar
| Jaar | Winnaar           |
| ---- | ----------------- |
| 1981 | Paul Roberts      |
| 1982 | Dean Horrix       |
| 1983 | Dean Neal         |
| 1984 | Anton Otulakowski |
| 1985 | Paul Sansome      |
| 1986 | Alan McLeary      |
| 1987 | Brian Horne       |
| 1988 | Danis Salman      |
| 1989 | Terry Hurlock     |
| 1990 | Ian Dawes         |

| Jaar | Winnaar           |
| ---- | ----------------- |
| 1991 | Teddy Sheringham  |
| 1992 | Aidan Davison     |
| 1993 | Kasey Keller      |
| 1994 | Keith Stevens     |
| 1995 | Andy Roberts      |
| 1996 | Ben Thatcher      |
| 1997 | ] Lucas Neill     |
| 1998 | Paul Shaw         |
| 1999 | Neil Harris       |
| 2000 | Stuart Nethercott |

| Jaar | Winnaar         |
| ---- | --------------- |
| 2001 | Matt Lawrence   |
| 2002 | Steve Claridge  |
| 2003 | Tony Warner     |
| 2004 | Darren Ward     |
| 2005 | Darren Ward     |
| 2006 | David Livermore |
| 2007 | Richard Shaw    |
| 2008 | Paul Robinson   |
| 2009 | Andrew Frampton |
| 2010 | Alan Dunne      |

| Jaar | Winnaar           |
| ---- | ----------------- |
| 2011 | Tamika Mkandawire |
| 2012 | Nadjim Abdou      |
| 2013 | Danny Shittu      |
| 2014 | David Forde       |
| 2015 | Nadjim Abdou      |
| 2016 | Jordan Archer     |
| 2017 | Steve Morison     |
| 2018 | Shaun Hutchinson  |
| 2019 | Lee Gregory       |

## Trainers
| Naam              | Jaar        |
| ----------------- | ----------- |
| William Henderson | (1894–1899) |
| E.R. Stopher      | (1899–1900) |
| George Saunders   | (1900–1911) |
| Bert Lipsham      | (1911–1918) |
| Robert Hunter     | (1918–1933) |
| Billy McCracken   | (1933–1936) |
| Charlie Hewitt    | (1936–1940) |
| William Voisey    | (1940–1944) |
| Jack Cock         | (1944–1948) |
| Charlie Hewitt    | (1948–1956) |
| Ron Gray          | (1956–1958) |
| Jimmy Seed        | (1958–1959) |
| Jimmy Smith       | (1959–1961) |
| Ron Gray          | (1961–1963) |
| Billy Gray        | (1963–1966) |
| Benny Fenton      | (1966–1974) |

| Naam                         | Jaar                  |
| ---------------------------- | --------------------- |
| Gordon Jago                  | (1974–1977)           |
| Theo Foley                   | (Vervangende trainer) |
| George Petchey               | (1978–1980)           |
| Terry Long                   | (Vervangende trainer) |
| Peter Anderson               | (1980–1982)           |
| Barry Kitchener              | (Vervangende trainer) |
| George Graham                | (1982–1986)           |
| John Docherty                | (1986–1990)           |
| Bob Pearson                  | (Vervangende trainer) |
| Bruce Rioch                  | (1990–1992)           |
| Mick McCarthy                | (1992–1996)           |
| Jimmy Nicholl                | (1996–1997)           |
| John Docherty                | (1997)                |
| Billy Bonds                  | (1997–1998)           |
| Keith Stevens                | (1998–1999)           |
| Keith Stevens & Alan McLeary | (1999–2000)           |

| Naam                               | Jaar                   |
| ---------------------------------- | ---------------------- |
| Steve Gritt                        | (Vervangende trainer)  |
| Ray Harford                        | (Vervangende trainer)  |
| Mark McGhee                        | (2000–2003)            |
| Dennis Wise                        | (2003–2005)            |
| Steve Claridge                     | (2005)                 |
| Colin Lee                          | (2005–2006)            |
| Dave Tuttle                        | (2006)                 |
| Tony Burns & Alan McLeary          | (Vervangende trainers) |
| Nigel Spackman                     | (2006)                 |
| Willie Donachie                    | (2006–2007)            |
| Richard Shaw & Colin West          | (Vervangende trainers) |
| Kenny Jackett                      | (2007 - 2013)          |
| Steve Lomas                        | (2013)                 |
| Neil Harris & Scott Fitzgerald (c) | (2013 - 2014)          |
| Ian Holloway                       | (2014 - 2015)          |
| Neil Harris                        | (2015 - 2019 )         |

## Bekende (oud-)spelers

### Belgen
| België - Bob Peeters - Christophe Kinet - Casper De Norre |

### Nederlanders
| - Berry Powel - Etienne Verveer - Maikel Kieftenbeld |

### Overig
| Australië - Tim Cahill - Kevin Muscat - Lucas Neill - Jason van Blerk Barbados - Paul Ifil Canada - Simeon Jackson Engeland - Sam Allardyce - Clive Allen - Chris Armstrong - Gordon Bolland - Nicky Chatterton - Steve Claridge - Jack Cock - Jimmy Constantine - Harry Cripps - Ian Dawes - Kerry Dixon - Dion Dublin - John Fashanu - Neil Harris |  | - Gordon Hill - Darren Huckerby - Terry Hurlock - Paul Ifill - Bryan King - Barry Kitchener - Dave Mangnall - Derek Possee - Neil Ruddock - John Seasman - Teddy Sheringham - Alex Stepney - Keith Stevens - Phil Walker - Darren Ward - Keith Weller - Curtis Weston - Ray Wilkins - Dennis Wise |  | Ierland - Tony Cascarino - Kenny Cunningham - Eamon Dunphy - Charlie Hurley - Mark Kennedy - Mick McCarthy - Kevin O'Callaghan - Steven Reid - Gary Waddock Jamecia - Kevin Lisbie Schotland - Stephen Crawford - Paul Hartley - Derek McInnes - Alex Rae Trinidad & Tobago - Tony Warner Verenigde Staten - Kasey Keller |  | Wales - Steve Lowndes - Ben Thatcher |